# Rosenrot
Rosenrot es el quinto álbum de estudio de la banda alemana de metal industrial Rammstein, lanzado el 28 de octubre de 2005.
Fue editado en dos versiones, la normal (un CD con 11 canciones) y la especial (un CD con 11 canciones y un DVD con 3 temas en directo).
El disco tiene la advertencia (en alemán) de que no es recomendable para menores de 16 años por los contenidos de la música, especialmente en Mann gegen Mann y Te quiero puta!.

## Estilo del álbum
Esta portada y arte contenido en el álbum se vio originalmente en la versión japonesa del álbum Reise Reise, ya que esta tuvo que ser modificada.
La portada tiene por motivo la fotografía de un barco, el rompehielos USS Atka, encallado en el hielo en la zona de la Estación McMurdo en la Antártida. Se observa también la silueta de dos personas que se acercan sigilosas a investigar el percance. La parte interna, así como la parte trasera de la caja, llevan la fotografía de un paisaje congelado; en el fotomontaje se puede apreciar el castillo de Neuschwanstein cercano a la ciudad de Füssen en la Baviera alemana. Tanto la fotografía de la portada como el libreto interior fueron tomadas de la versión japonesa del álbum Reise, Reise.
En el cuadernillo que acompaña al CD está la letra de todas las canciones y fotografías de los seis miembros del grupo con disfraces bizarros y en actitud de estar congelados. Se repite la fotografía del paisaje helado y, en la última página, se puede ver un rompehielos navegando sobre un mar helado.
En la carátula, detrás del disco, se encuentra un fragmento de un poema escrito por Till lindemann, llamado "Tod nach noten" extraído de su libro de poemas "Messer".

## Lista de canciones
| N.º | Título                                         | Duración | Traducción               |
| --- | ---------------------------------------------- | -------- | ------------------------ |
| 1   | «Benzin» (sencillo)                            | 3:46     | «Combustible»            |
| 2   | «Mann gegen Mann» (sencillo)                   | 3:51     | «Hombre contra hombre»   |
| 3   | «Rosenrot» (sencillo)                          | 3:55     | «Rosa Roja»              |
| 4   | «Spring»                                       | 5:25     | «¡Salta!»                |
| 5   | «Wo bist du?»                                  | 3:56     | «¿Dónde estás?»          |
| 6   | «Stirb nicht vor mir // Don't die before I do» | 4:06     | «No mueras antes que yo» |
| 7   | «Zerstören»                                    | 5:29     | «Destruir»               |
| 8   | «Hilf mir»                                     | 4:44     | «Ayúdame»                |
| 9   | «¡Te quiero, puta!»                            | 3:56     | (en español)             |
| 10  | «Feuer und Wasser»                             | 5:13     | «Fuego y agua»           |
| 11  | «Ein Lied»                                     | 3:44     | «Una canción»            |

### «Benzin»
«Benzin» fue primer sencillo del álbum, lanzado el 7 de octubre de 2005. Bastante antes de la publicación del álbum ya había sido interpretada en vivo, concretamente el 23 de julio de 2005 en el Wuhlheide Park de Berlín. La canción puede interpretarse como un alegato contra los altos precios del combustible, como también a la piromanía.

### «Mann gegen Mann»
«Mann gegen Mann» fue el tercer sencillo, lanzado el 3 de marzo de 2006. La canción abarca el tema de la homosexualidad y pretende ser una crítica de algunos comportamientos homófobos de la sociedad.

### «Rosenrot»
El segundo sencillo del disco, «Rosenrot» fue lanzado el 16 de diciembre de 2005. La canción cuenta la historia de una joven que le pide a su enamorado que le vaya a buscar una flor que se encuentra en la cima de una montaña. Él intenta escalarla, pero resbala por culpa de una piedra suelta, cayendo y muriendo. Se puede entender como un ejemplo de las relaciones amorosas que destruyen a una persona. El estribillo de la canción asegura: Tiefe Brunnen muss man graben, wenn man klares Wasser will ('hay que cavar pozos profundos si se desea agua clara'); esta afirmación podría interpretarse como un equivalente del refrán castellano "quien algo quiere, algo le cuesta".

### «Spring»
«Spring» es una canción lenta que cuenta la historia de un hombre que se asoma a un puente para ver el cielo vespertino. Una muchedumbre se arremolina a su alrededor pensando que quiere suicidarse, y le grita y anima para que se atreva a saltar. Al final, el que narra la escena sale de la masa humana y da al hombre una patada por la espalda, "salvándole" de la vergüenza de ser incapaz de saltar. Supuestamente considerado como el afán de la sociedad de conseguir lo que quiere a costa de la destrucción de otra persona o personas.

### «Wo bist du?»
«Wo bist du?» es una balada dura, al contrario que «Stirb nicht vor mir // Don't die before I do». Comienza con una melodía de clarinete, que pronto da paso a los riffs de guitarra eléctrica típicos de Rammstein. Habla de un enamorado que busca a su amada muerta, de ahí la pregunta del título ("¿dónde estás?"). Al final, el hombre se "queda dormido con un cuchillo" (se suicida) para no estar solo.

### «Stirb nicht vor mir // Don't die before I do»
Se trata de una canción única en el repertorio de Rammstein, «Stirb nicht vor mir // Don't die before I do» es un dueto de Till Lindemann con Sharleen Spiteri, cantante de la banda escocesa Texas. Mientras Lindemann canta como siempre en alemán, Spiteri lo hace en inglés. La idea de grabar este dueto fue del productor Jacob Hellner. Habla sobre la soledad y como el "yo lírico" espera algún día ser amado por alguien.

### «Zerstören»
Originalmente la canción llevaba el nombre «Ankara» y guarda relación con la invasión de Irak de 2003. Al comienzo de la misma, canta una mujer en idioma turco. Christian Lorenz dijo en un periódico acerca de la canción: «Es nuestra canción country sobre George W. Bush y esto va totalmente en serio. Su comportamiento con el resto del mundo es como el de un niño que quiere estropearlo todo, pero solamente lo hace con aquello que no es suyo».

### «Hilf mir»
«Hilf mir» está inspirada en la historia corta Die gar traurige Geschichte mit dem Feuerzeug («La tristísima historia de las cerillas»), del libro de cuentos ilustrados Der Struwwelpeter (que en castellano se tradujo por "Pedro Melenas" ) obra de 1845 de Heinrich Hoffmann (1809-1894). En esta, una chica es dejada sola en casa y al prender un fósforo termina quemándose completamente.

### «Te quiero puta!»
«Te quiero puta!» es notable por ser la primera y única canción de Rammstein en español. Es junto a «Klavier» y «Rosenrot», una de las tres canciones de la banda en las cuales han usado mariachi mexicano.
La canción, junto con los instrumentos y voces, incluye los sonidos de cascos de caballos y armas, y una voz femenina hablando en español que pertenece a una cantante venezolana llamada Carmen Zapata. En una entrevista, los miembros de Rammstein dicen dedicar esta canción especialmente al pueblo mexicano porque Till ha declarado amar el idioma español, y también porque es un agradecimiento a los fanes de México, debido a que Reise, Reise fue primer lugar en ventas en este país. Paradójicamente, la canción tuvo una mayor aceptación entre los fanes de otras lenguas que entre los propios hispanohablantes.
El ritmo se debe a que Till Lindemann siempre ha acostumbrado a escuchar la música mexicana, y le gusta. Al principio, la canción se oía como un corrido del oeste, así que después decidieron ponerle definitivamente música de mariachi. Dice que "esto puede sonar extraño, pero musicalmente es muy bueno". Sobre el idioma, Lindemann declaró:

Amo el idioma español y pienso que es un poco parecido al alemán, notablemente porque ambos lenguajes tienen la misma pronunciación de la letra "r". Podemos juntar ambos lenguajes como uno mismo.

### «Feuer und Wasser»
Un hombre mira a una chica mientras nada, pero está triste porque sabe que nunca será suya.

### «Ein Lied»
«Ein Lied» está concebida como un regalo de Rammstein a sus fanes. Es la primera canción de Rammstein en la que no aparece la batería (más tarde en LIFAD se le une Roter Sand y sus variantes). Al igual que en «Stirb nicht vor mir // Don't die before I do», tampoco hay distorsión en las guitarras.

## Lista de vídeos del DVD
1. Reise, Reise (Grabado en vivo en Les Arènes de Nîmes de Nîmes, Francia, en julio de 2005).
2. Mein Teil (Grabado en vivo en el Club Citta de Kawasaki, Japón, en junio de 2005).
3. Sonne (Grabado en vivo en el Brixton Academy de Londres, Reino Unido, en febrero de 2005).